# Mlijiw
Mlijiw (ukrainisch Мліїв; russisch Млиев Mlijew) ist ein Dorf in der ukrainischen Oblast Tscherkassy mit etwa 3800 Einwohnern (Juni 2013).

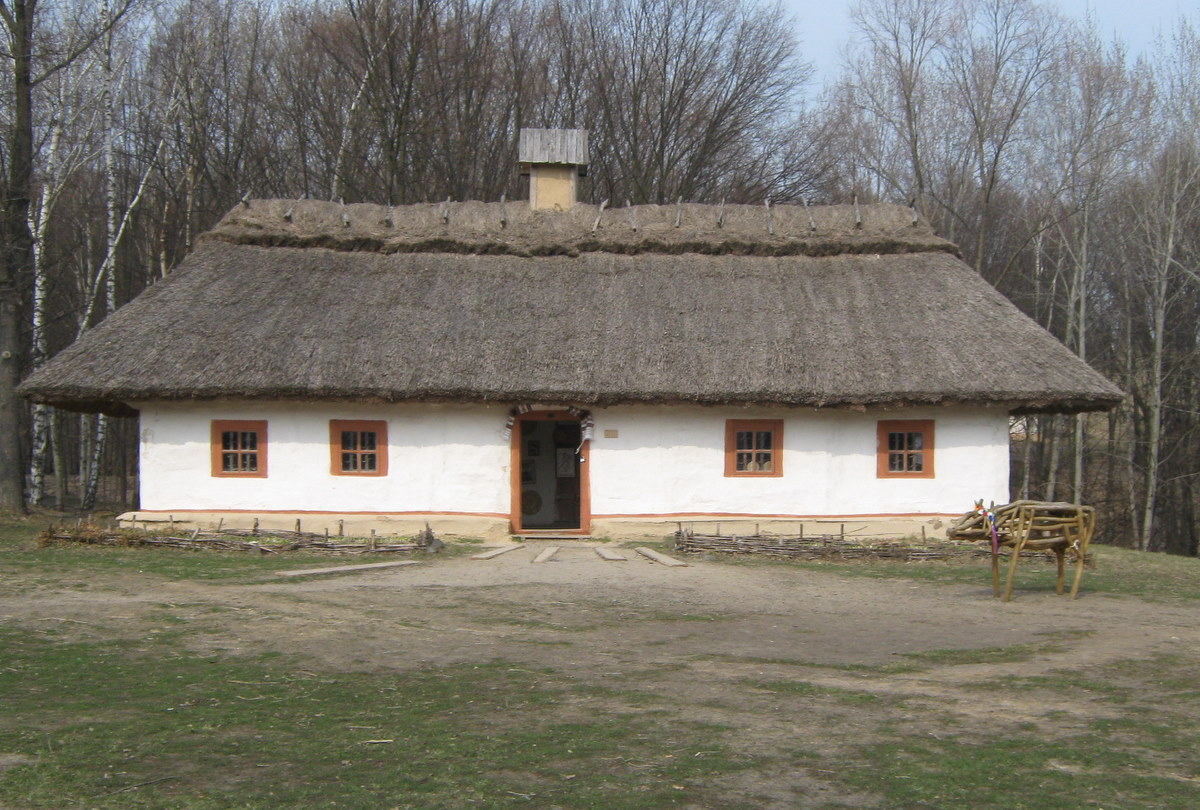
Das alte Rathaus des Dorfes vom Anfang des 20. Jahrhunderts, heute im Museum für Volksarchitektur und Brauchtum der Ukraine

Das 1499 erstmals schriftlich erwähnte Dorf wurde wahrscheinlich bereits in der Zeit der Kiewer Rus gegründet.
Die Ortschaft liegt am Ufer der Wilschanka (Вільшанка), einem 100 km langen Nebenfluss des Dnepr, und an der Territorialstraße T–24–08 8 km nordöstlich vom ehemaligen Rajonzentrum Horodyschtsche und 52 km westlich vom Oblastzentrum Tscherkassy.

## Verwaltungsgliederung
Am 6. März 2017 wurde das Dorf zum Zentrum der neugegründeten Landgemeinde Mlijiw (Мліївська сільська громада/Mlijiwska silska hromada), zu dieser zählten auch die 2 Dörfer Budo-Orlowezka und Starossillja, bis dahin bildete es die Landratsgemeinde Mlijiw (Мліївська сільська рада/Mlijiwska silska rada) im Nordosten des Rajons Horodyschtsche.
Am 17. Juli 2020 kam es im Zuge einer großen Rajonsreform zum Anschluss des Rajonsgebietes an den Rajon Tscherkassy.
Folgende Orte sind neben dem Hauptort Mlijiw Teil der Gemeinde:
| Name                     | Name            | Name                               |
| ukrainisch transkribiert | ukrainisch      | russisch                           |
| ------------------------ | --------------- | ---------------------------------- |
| Budo-Orlowezka           | Будо-Орловецька | Буда-Орловецкая (Buda-Orlowezkaja) |
| Starosillja              | Старосілля      | Староселье (Staroselje)            |

## Persönlichkeiten
- Wassyl Symyrenko (1835–1915), ukrainischer Industrieller und Mäzen
- Lewko Symyrenko (1855–1920), ukrainischer Pomologe und Obstzüchter